# Чемпионат Украины по конькобежному спорту в классическом многоборье
Чемпионат Украины по конькобежному спорту в классическом многоборье — соревнование по конькобежному спорту, которое проводится с 1992 года среди мужчин и женщин.

## Мужчины
| Год  | Место проведения | Золото           | Серебро          | Бронза             |
| ---- | ---------------- | ---------------- | ---------------- | ------------------ |
| 1992 | Киев             | Юрий Яковенко    | Андрей Гутовский | Сергей Приз        |
| 1993 | Киев             | Юрий Шульга      | Борис Уваров     | Сергей Приз        |
| 1995 | Киев             | Андрей Гутовский | Борис Уваров     | Сергей Приз        |
| 1996 | Киев             | Борис Уваров     | Сергей Приз      | Андрей Фомин       |
| 1999 | Киев             | Андрей Фомин     | Сергей Белинский | Олег Грищенко      |
| 2000 | Киев             | Андрей Фомин     | Олег Грищенко    | Алексей Гончаренко |
| 2004 | Киев             | Максим Педос     | Андрей Бартецкий | Игорь Дзюба        |

## Женщины
| Год  | Место проведения | Золото         | Серебро             | Бронза              |
| ---- | ---------------- | -------------- | ------------------- | ------------------- |
| 1992 | Киев             | Леся Белозуб   | Валентина Кучерявая | Татьяна Стародуб    |
| 1993 | Киев             | Наталья Гаврюш | Инна Демиденко      | Валентина Кучерявая |
| 1995 | Киев             | Наталья Гаврюш | Наталья Педос       | Наталья Тишкова     |
| 1996 | Киев             | Анжелика Шенер | Инна Демиденко      | Наталья Уварова     |
| 1999 | Киев             | Елена Мягких   | Мария Жидкова       | Светлана Пилипчук   |
| 2000 | Киев             | Елена Мягких   | Татьяна Яковенко    | Анжелика Шенер      |
| 2004 | Киев             | Елена Мягких   | Яна Цыбенко         | Вероника Сидоренко  |